# If a Song Could Get Me You
If a Song Could Get Me You là album tuyển tập đầu tiên của nữ ca sĩ kiêm sáng tác người Na Uy Marit Larsen. Album đã được phát hành ngày 14 tháng 8 năm 2009 với số lượng có hạn. Thông tin đã được tiết lộ qua trang YouTube của Larsen và trên MaritLarsen.de. Album có bao gồm những bài hát trích từ hai album trước đó của cô, Under the Surface và The Chase.
Album này đã được phát hành thông qua Sony Music Entertainment, sau khi cô đã ký hợp đồng cùng họ nhằm phân phối các album của cô tại các khu vực ngoài Na Uy, nơi mà cô đã gắn bó cùng hãng đĩa EMI trong một thời gian dài. Ban đầu album này đã được phát hành riêng tại Đức, sau khi đĩa đơn "If a Song Could Get Me You" đã đạt thành công vang dội tại đó và tại khu vực châu Âu. Một phiên bản khác tại thị trường Brasil đã được phát hành vào năm 2010.

## Danh sách bài hát
| Phiên bản thông thường | Phiên bản thông thường       | Phiên bản thông thường       | Phiên bản thông thường | Phiên bản thông thường |
| STT                    | Nhan đề                      | Sáng tác                     | Album gốc              | Thời lượng             |
| ---------------------- | ---------------------------- | ---------------------------- | ---------------------- | ---------------------- |
| 1.                     | "If a Song Could Get Me You" | Marit Larsen, Kåre Vestrheim | The Chase              | 3:22                   |
| 2.                     | "Don't Save Me"              | Larsen, Peter Zizzo          | Under the Surface      | 3:48                   |
| 3.                     | "This Is Me, This Is You"    | Larsen                       | The Chase              | 4:07                   |
| 4.                     | "Under the Surface"          | Larsen                       | Under the Surface      | 4:14                   |
| 5.                     | "Only a Fool"                | Larsen                       | Under the Surface      | 4:06                   |
| 6.                     | "Solid Ground"               | Larsen                       | Under the Surface      | 3:26                   |
| 7.                     | "Ten Steps"                  | Larsen, Zizzo                | The Chase              | 3:31                   |
| 8.                     | "This Time Tomorrow"         | Larsen                       | Under the Surface      | 3:20                   |
| 9.                     | "I've Heard Your Love Songs" | Larsen                       | The Chase              | 3:38                   |
| 10.                    | "The Chase"                  | Larsen                       | The Chase              | 3:33                   |
| 11.                    | "Is It Love"                 | Larsen                       | The Chase              | 4:51                   |
| 12.                    | "Steal My Heart"             | Larsen                       | The Chase              | 3:48                   |
| 13.                    | "Poison Passion"             | Larsen                       | Under the Surface      | 3:00                   |
| Tổng thời lượng:       | Tổng thời lượng:             | Tổng thời lượng:             | Tổng thời lượng:       | 48:18                  |

| Bonus tracks trên iTunes Đức | Bonus tracks trên iTunes Đức         | Bonus tracks trên iTunes Đức | Bonus tracks trên iTunes Đức | Bonus tracks trên iTunes Đức |
| STT                          | Nhan đề                              | Sáng tác                     | Album gốc                    | Thời lượng                   |
| ---------------------------- | ------------------------------------ | ---------------------------- | ---------------------------- | ---------------------------- |
| 14.                          | "In Came the Light"                  | Larsen                       | Under the Surface            | 1:12                         |
| 15.                          | "If a Song Could Get Me You" (Video) |                              |                              | 3:26                         |
| 16.                          | "Track by Track" (Video)             |                              |                              | 5:57                         |
| 17.                          | "Celebrity Playlist" (Video)         |                              |                              | 3:13                         |
| Tổng thời lượng:             | Tổng thời lượng:                     | Tổng thời lượng:             | Tổng thời lượng:             | 1:02:06                      |

| Phiên bản đặc biệt | Phiên bản đặc biệt                     | Phiên bản đặc biệt              | Phiên bản đặc biệt | Phiên bản đặc biệt |
| STT                | Nhan đề                                | Sáng tác                        | Album gốc          | Thời lượng         |
| ------------------ | -------------------------------------- | ------------------------------- | ------------------ | ------------------ |
| 1.                 | "If a Song Could Get Me You"           | Marit Larsen, Kåre Vestrheim    | The Chase          | 3:22               |
| 2.                 | "Don't Save Me"                        | Larsen, Zizzo                   | Under the Surface  | 3:48               |
| 3.                 | "This Is Me, This Is You"              | Larsen                          | The Chase          | 4:07               |
| 4.                 | "Under the Surface"                    | Larsen                          | Under the Surface  | 4:14               |
| 5.                 | "Fuel"                                 | Larsen                          | The Chase          | 2:04               |
| 6.                 | "Only a Fool"                          | Larsen                          | Under the Surface  | 4:06               |
| 7.                 | "Solid Ground"                         | Larsen                          | Under the Surface  | 3:26               |
| 8.                 | "Ten Steps"                            | Larsen, Zizzo                   | The Chase          | 3:31               |
| 9.                 | "This Time Tomorrow"                   | Larsen                          | Under the Surface  | 3:20               |
| 10.                | "Addicted"                             | Larsen, Vestrheim               | The Chase          | 3:41               |
| 11.                | "I've Heard Your Love Songs"           | Larsen                          | The Chase          | 3:38               |
| 12.                | "The Chase"                            | Larsen                          | The Chase          | 3:33               |
| 13.                | "Is It Love"                           | Larsen                          | The Chase          | 4:51               |
| 14.                | "Steal My Heart"                       | Larsen                          | The Chase          | 3:48               |
| 15.                | "Poison Passion"                       | Larsen                          | Under the Surface  | 3:00               |
| 16.                | "Out of My Hands (hợp tác cùng Milow)" | Jonathan Vandenbroeck, Kit Hain | Milow              | 3:29               |
| 17.                | "In Came the Light"                    | Larsen                          | Under the Surface  | 1:12               |
| Tổng thời lượng:   | Tổng thời lượng:                       | Tổng thời lượng:                | Tổng thời lượng:   | 58:26              |

| Phiên bản đặc biệt - DVD đính kèm | Phiên bản đặc biệt - DVD đính kèm                                                                 | Phiên bản đặc biệt - DVD đính kèm |
| STT                               | Nhan đề                                                                                           | Thời lượng                        |
| --------------------------------- | ------------------------------------------------------------------------------------------------- | --------------------------------- |
| 18.                               | "The Chase" (Trình diễn mộc trực tiếp tại Nhà hát am Oberanger, München)                          | 3:41                              |
| 19.                               | "Solid Ground" (Trình diễn mộc trực tiếp tại Nhà hát am Oberanger, München)                       | 3:27                              |
| 20.                               | "Ten Steps" (Trình diễn mộc trực tiếp tại Nhà hát am Oberanger, München)                          | 3:22                              |
| 21.                               | "Don't Save Me" (Trình diễn mộc trực tiếp tại Nhà hát am Oberanger, München)                      | 3:55                              |
| 22.                               | "Only a Fool" (Trình diễn mộc trực tiếp tại Nhà hát am Oberanger, München)                        | 4:16                              |
| 23.                               | "If a Song Could Get Me You" (Trình diễn mộc trực tiếp tại Nhà hát am Oberanger, München)         | 3:25                              |
| 24.                               | "Fuel" (Trình diễn mộc trực tiếp tại Nhà hát am Oberanger, München)                               | 2:30                              |
| 25.                               | "The Chase" (Video) (Trình diễn mộc trực tiếp tại Nhà hát am Oberanger, München)                  | 3:27                              |
| 26.                               | "Solid Ground" (Video) (Trình diễn mộc trực tiếp tại Nhà hát am Oberanger, München)               | 3:25                              |
| 27.                               | "Ten Steps" (Video) (Trình diễn mộc trực tiếp tại Nhà hát am Oberanger, München)                  | 3:19                              |
| 28.                               | "Don't Save Me" (Video) (Trình diễn mộc trực tiếp tại Nhà hát am Oberanger, München)              | 3:53                              |
| 29.                               | "Only a Fool" (Video) (Trình diễn mộc trực tiếp tại Nhà hát am Oberanger, München)                | 4:09                              |
| 30.                               | "If a Song Could Get Me You" (Video) (Trình diễn mộc trực tiếp tại Nhà hát am Oberanger, München) | 3:18                              |
| 31.                               | "Fuel" (Video) (Trình diễn mộc trực tiếp tại Nhà hát am Oberanger, München)                       | 2:17                              |
| 32.                               | "If a Song Could Get Me You" (Video)                                                              | 3:26                              |
| 33.                               | "Under The Surface" (Video)                                                                       | 4:08                              |
| 34.                               | "Don't Save Me" (Video)                                                                           | 3:50                              |
| 35.                               | "Fuel" (Video)                                                                                    | 1:57                              |
| 36.                               | "Thực hiện If a Song Could Get Me You" (Video)                                                    | 2:30                              |
| 37.                               | "Thực hiện Under the Surface" (Video)                                                             | 4:34                              |
| 38.                               | "Thực hiện Don't Save Me" (Video)                                                                 | 4:58                              |
| 39.                               | "Track By Track" (Video)                                                                          | 5:57                              |
| 40.                               | "Celebrity Playlist" (Video)                                                                      | 3:13                              |

| Phiên bản tại Brasil | Phiên bản tại Brasil         | Phiên bản tại Brasil         | Phiên bản tại Brasil | Phiên bản tại Brasil |
| STT                  | Nhan đề                      | Sáng tác                     | Album gốc            | Thời lượng           |
| -------------------- | ---------------------------- | ---------------------------- | -------------------- | -------------------- |
| 1.                   | "If a Song Could Get Me You" | Marit Larsen, Kåre Vestrheim | The Chase            | 3:22                 |
| 2.                   | "Don't Save Me"              | Larsen, Peter Zizzo          | Under the Surface    | 3:48                 |
| 3.                   | "This Is Me, This Is You"    | Larsen                       | The Chase            | 4:07                 |
| 4.                   | "Ten Steps"                  | Larsen, Zizzo                | The Chase            | 3:31                 |
| 5.                   | "Under the Surface"          | Larsen                       | Under the Surface    | 4:14                 |
| 6.                   | "Only a Fool"                | Larsen                       | Under the Surface    | 4:06                 |
| 7.                   | "Addicted"                   | Larsen, Vestrheim            | The Chase            | 3:41                 |
| 8.                   | "Fuel"                       | Larsen                       | The Chase            | 2:01                 |
| 9.                   | "Solid Ground"               | Larsen                       | Under the Surface    | 3:26                 |
| 10.                  | "This Time Tomorrow"         | Larsen                       | Under the Surface    | 3:20                 |
| 11.                  | "I've Heard Your Love Songs" | Larsen                       | The Chase            | 3:38                 |
| 12.                  | "The Chase"                  | Larsen                       | The Chase            | 3:33                 |
| 13.                  | "Is It Love"                 | Larsen                       | The Chase            | 4:51                 |
| 14.                  | "Steal My Heart"             | Larsen                       | The Chase            | 3:48                 |
| Tổng thời lượng:     | Tổng thời lượng:             | Tổng thời lượng:             | Tổng thời lượng:     | 51:23                |

## Các đĩa đơn
| Năm  | Đĩa đơn                                | Đức | Áo | Thụy Sĩ |
| ---- | -------------------------------------- | --- | -- | ------- |
| 2009 | "If a Song Could Get Me You"           | 1   | 1  | 2       |
| 2010 | "Under the Surface"                    | 37  | 64 | —       |
| 2010 | "Don't Save Me"                        | 47  | 73 | 63      |
| 2010 | "Out of My Hands" (hợp tác cùng Milow) | 17  | 44 | 21      |
| 2011 | "Fuel"                                 | —   | —  | —       |

## Xếp hạng và chứng nhận
| Bảng xếp hạng (2009)                | Vị trí cao nhất |
| ----------------------------------- | --------------- |
| Album Áo (Ö3 Austria)               | 7               |
| Album châu Âu (Billboard)           | 10              |
| Album Đức (Offizielle Top 100)      | 3               |
| Album Thụy Sĩ (Schweizer Hitparade) | 2               |

| Bảng xếp hạng (2009)                | Vị trí |
| ----------------------------------- | ------ |
| Album Áo (Ö3 Austria)               | 63     |
| Album Đức (Offizielle Top 100)      | 52     |
| Album Thụy Sĩ (Schweizer Hitparade) | 44     |

| Quốc gia                                                                           | Chứng nhận | Số đơn vị/doanh số chứng nhận |
| ---------------------------------------------------------------------------------- | ---------- | ----------------------------- |
| Áo (IFPI Áo)                                                                       | Vàng       | 10.000*                       |
| Đức (BVMI)                                                                         | Bạch kim   | 300.000^                      |
| Thụy Sĩ (IFPI)                                                                     | Vàng       | 15.000^                       |
| * Chứng nhận dựa theo doanh số tiêu thụ. ^ Chứng nhận dựa theo doanh số nhập hàng. |            |                               |